# منطقه مرکزی، پرتغال
منطقه مرکزی (پرتغالی: Região do Centro) یکی از منطقه‌های کشور پرتغال است که ۲۸۴۶۲ کیلومتر مربع مساحت و ۲٬۳۲۷٬۰۲۶ نفر جمعیت دارد.